# Brachythecium frigidum
Brachythecium frigidum là một loài Rêu trong họ Brachytheciaceae. Loài này được (Müll. Hal.) Besch. mô tả khoa học đầu tiên năm 1872.